# Paratetrapedia moesta
Paratetrapedia moesta är en biart som först beskrevs av Cresson 1878.  Paratetrapedia moesta ingår i släktet Paratetrapedia och familjen långtungebin. Inga underarter finns listade i Catalogue of Life.